# Доісторична Ірландія
Доісторичний (дописемний) період людської історії Ірландії охоплює час від появи в ній перших людей у кінці останнього зледеніння і до ранньої залізної доби, коли Ірландію вперше згадано в грецьких і римських джерелах. Оскільки Ірландія географічно й історично була єдиним культурним регіоном, у цій статті розглянуто також територію сучасної Північної Ірландії в складі Великої Британії.

## Утворення острова
Острів Ірландія утворився близько 10 тис. років до н. е., коли полярна льодова шапка розтанула і рівень моря піднявся. Виниклий внаслідок цього вузький канал відрізав Ірландію від південного заходу Шотландії. Від материкової Європи Ірландія була ізольована приблизно за 6 тис. років до того, як Британія стала островом (аж до мезоліту Британію з'єднувала з материком ділянка суші, знана як Доггерленд).

## Плейстоценове зледеніння

Різні типи рослинності, зокрема в зонах, покритих крижаним щитом під час останнього зледеніння

Під час плейстоценового льодовикового періоду Ірландію покривав крижаний щит завтовшки до 300 метрів, який розкришив своєю вагою камені і кістки і знищив усі можливі сліди ранніх поселень гомінід або людей. Людські останки, що датуються часом до останнього зледеніння, виявлено тільки на крайньому півдні Британії, значна частина якої залишилася не покритою льодовиком.
Під час останнього льодовикового максимуму у верхньому палеоліті, близько 16 тис. років до н.е., Ірландія являла собою тундру. Загальне центральне зледеніння (англ. Midland General Glaciation) покривало близько двох третин Ірландії дрейфуючим льодовим щитом. Клімат був несприятливим для більшості європейських рослин і тварин, і проживання людини в той період вважається малоймовірним.
У період 15500-10000 рр. до н. е. відбулося потепління, завдяки чому в північні частини Європи починають проникати кочівні мисливці-збирачі. Як можна судити за даними генетики і залишкам фауни, хвиля переселенців походила з Південно-Західної Європи, ймовірно, з франко-кантабрійського регіону. З тварин у пребореальний період на північ першими потрапили, очевидно, північний олень, тур і подібні до них. Як можна судити за рядом стоянок, що належать до періоду понад 10000 років тому, виявлених, наприклад, у Швеції, люди могли використовувати кромки льодовиків як місця, звідки вони могли полювати на дичину, що мігрує.
Зазначені фактори та екологічні зміни призвели до того, що з настанням голоцену люди стали заселяти найпівнічніші вільні від льоду території Європи, зокрема й близькі до Ірландії.
Свідчення наявності людей в Ірландії в зазначений період відсутні, за винятком однієї стоянки, датованої 11 тис. років до н. е., виявленої на східному узбережжі Ірландського моря, мешканці якої харчувалися морською їжею, зокрема молюсками. Можливо, люди дійсно проникали в Ірландію, проте її ресурси здалися їм мізерними, якщо не зважати на те, що можна було добути на узбережжі, а також жолудів, тому вони не населяли її постійно.
У міру відступу північних льодовиків піднімався рівень моря, і вода проникала у внутрішнє море, що лежало на місці сучасного Ірландського моря. Відтік прісної води і пов'язане з ним підняття рівня моря між Ірландським і Кельтським морями затримали, хоча й не зупинили проникнення в Ірландію через Британію флори і фауни з континентальної Європи.

## Палеоліт
Оброблені стародавніми людьми кістки тварин з печери Еліс і Гвендолін у графстві Клер на заході Ірландії датовано методом радіовуглецевого аналізу віком 12,5 тис. років.

## Мезоліт
На території Ірландії останнє зледеніння закінчилося близько 10 тис. років до н. е. Колонізація Ірландії людиною почалася близько 8000-7000 років до н. е. передбачається, що найраніші поселенці мігрували на острови з території Британії через Стрейтс-оф-Мойл і протоку Святого Георга. Мезолітична стоянка в Маунт-Сендел на півночі Ірландії датують віком 10 тис. років.
Найраніші пам'ятки присутності людей в Ірландії після відступу льодовиків датуються між 8000 і 7000 рр. до н. е. поселення мезолітичних мисливців-збирачів виявлено в декількох розкиданих по території Ірландії місцях: Маунт-Сенделі у графстві Лондондеррі (Колрейн); Вудпарк у графстві Слайго; в естуарії річки Шеннон; Лох-Бура (Lough Boora) у графстві Оффалі; Каррен (Curran) в графстві Антрім; а також кілька в Манстері. Вважають, що поселенці спочатку колонізували північний схід країни, потрапивши туди з Шотландії. Хоча в той час рівень моря був нижчим, ніж зараз, Ірландія на той час, можливо, вже була островом, і поселенці дісталися туди на човнах (див. статтю Доггерленд). Гіпотеза про прибуття на човнах виглядає цілком імовірною з огляду на те, що більшість мезолітичних поселень в Ірландії розташовувались на узбережжі. Очевидно, мезолітичні мешканці Ірландії вели морський спосіб життя і залежали від морських джерел їжі. Якоюсь мірою морський спосіб життя нав'язали їм навколишні природні умови, оскільки навіть після зникнення льодовикового щита пройшли століття, перш ніж зникла вічна мерзлота у ґрунті його вкрила рослинність.
Раціон мисливців-збирачів мезоліту був різноманітним і складався з морепродуктів, птиці, диких свиней, ліщинових горіхів тощо. Сліди проживання в Ірландії в епоху мезоліту оленів відсутні; передбачається, що вперше північний олень з'явився тут на початку неоліту. Люди полювали за допомогою списів, стріл і гарпунів з невеликими кремінними наконечниками-мікролітами і доповнювали свій раціон збором горіхів, фруктів і ягід. Вони мешкали в сезонних житлах, які споруджували, розтягуючи шкури тварин на дерев'яних каркасах. Вогнища для приготування їжі розташовувалися за межами осель. Загальна чисельність населення Ірландії в епоху мезоліту, імовірно, не перевищувала декількох тисяч осіб.
Геноми ірландських мисливців-збирачів утворюють окремий кластер у складі ширшої групи мезолітичних мисливців-збирачів з Північно-Західної Європи, на відміну від британських мисливців-збирачів, які нічим не відрізняються від континентальних мисливців-збирачів. Це пояснюється існуванням доггерлендського мосту між Британією і континентом. Генетична відмінність ірландських мезолітян від мезолітян Британії передбачає тривалий період їх генетичної ізоляції після того, як вони перейшли в Ірландію близько 8000 р. до н. е. Ніяких ознак недавнього інбридингу в мезолітичних ірландських мисливців-збирачів не виявлено. Їх популяція досягала 3000-10000 особин. Ірландські мезолітяни були темношкірими, темноволосими і блакитноокими. В обох мезолітян визначено Y-хромосомну гаплогрупу І2а1. У зразка SPA62 визначено мітохондріальну гаплогрупу U5a2d, у зразка KGH6 визначено мітохондріальну гаплогрупу U5b2a.

## Неоліт (4500—2500 роки до н.е.)

### Поява неолітичного господарства
У 6 тис. до н. е. майже одночасно в різних краях Європи виникає нова, неолітична культурна традиція, пов'язана з культивуванням злаків, випасом домашніх тварин (великої рогатої худоби, кіз, овець), широким використанням кераміки, постійних жител. У Центральній Європі неоліт пов'язаний з культурою лінійно-стрічкової кераміки, яка протягом декількох століть дійшла до атлантичного узбережжя Північної Франції. Ще одна неолітична культура, Ла-Огетт, прибула в східні регіони Франції як наступник виниклої в іберо-італійському регіоні культури імпрессо. У культурі Ла-Огетт, як і в західному варіанті культури імпрессо, що передував їй, переважало розведення овець і кіз. Є свідчення того, що близько 5100 року до н. е. на півдні Англії починається вживання молока і з'являється домашня худоба — нащадки худоби, одомашненої в Егейському регіоні незабаром після настання голоцену. Мабуть, цих тварин завезли до Британії представники культури лінійно-стрічкової кераміки. Близько 4300 року до н. е. домашня худоба з'явилася і в Північній Ірландії, а слідом за нею з'явився і благородний олень.
Починаючи від 4500 років до н. е. в Ірландію проникає набір характерних для неоліту рис, що охоплює культивування злаків, культуру спорудження постійних будинків (подібних до тих, що існували тоді в Шотландії) і кам'яних монументів. З південного заходу континентальної Європи завезено овець, кіз, велику рогату худобу і злаки, що стимулювало різке зростання населення. На Кейдських полях у графстві Мейо під шаром торфу збереглася велика система неолітичних аграрних полів, можливо, найстаріша в світі. Утворені з невеликих ділянок, відокремлених одна від одної кам'яними стінами, складеними сухою кладкою, ці поля оброблялися протягом декількох століть, приблизно між 3500 і 3000 роками до н. е. Основними культурами, які тут вирощували, були пшениця і ячмінь. Кераміка виникла приблизно в той самий час, що й землеробство. Керамічні вироби, подібні до знайдених на півночі Британії, розкопано в Ольстері (кераміка Лайлз-Гілл, Lyle's Hill pottery) і в Лімерику. Типовими для цієї кераміки є чаші з широким горлом і круглим дном.
Процеси в Британії багато в чому нагадують наступ неоліту на заході Європи, наприклад, у регіонах поширення культури Ла-Огетт або іберської епікардіальної культури. Поширення зернових культур поступово сповільнюється при наближенні до півночі Франції, тим більше, що ряд злаків — таких, як пшениця — було важко вирощувати в холодному кліматі, проте замість неї на півночі поширюються ячмінь і німецьке жито. Можна також припустити, що уповільнення поширення зернових культур в Ірландії, Шотландії та Скандинавії пов'язано з аспектом DQ2.5 гаплотипу AH8.1, оскільки цей гаплотип пов'язаний зі схильністю до хвороби, що викликається пшеничним білком, цукровим діабетом типу I та іншими автоімунними захворюваннями, поширення яких побічно стимулював неоліт.

### Неолітичні мегаліти
Найзначнішою характеристикою неоліту в Ірландії була раптова поява і різке поширення мегалітичних монументів. У більшості мегалітів виявлено людські останки — зазвичай, хоча і не завжди, кремовані, а також похоронні приношення — кераміку, наконечники стріл, намиста, підвіски, сокири тощо. Нині в Ірландії відомо близько 1200 мегалітичних гробниць, які можна розділити на 4 великі групи:

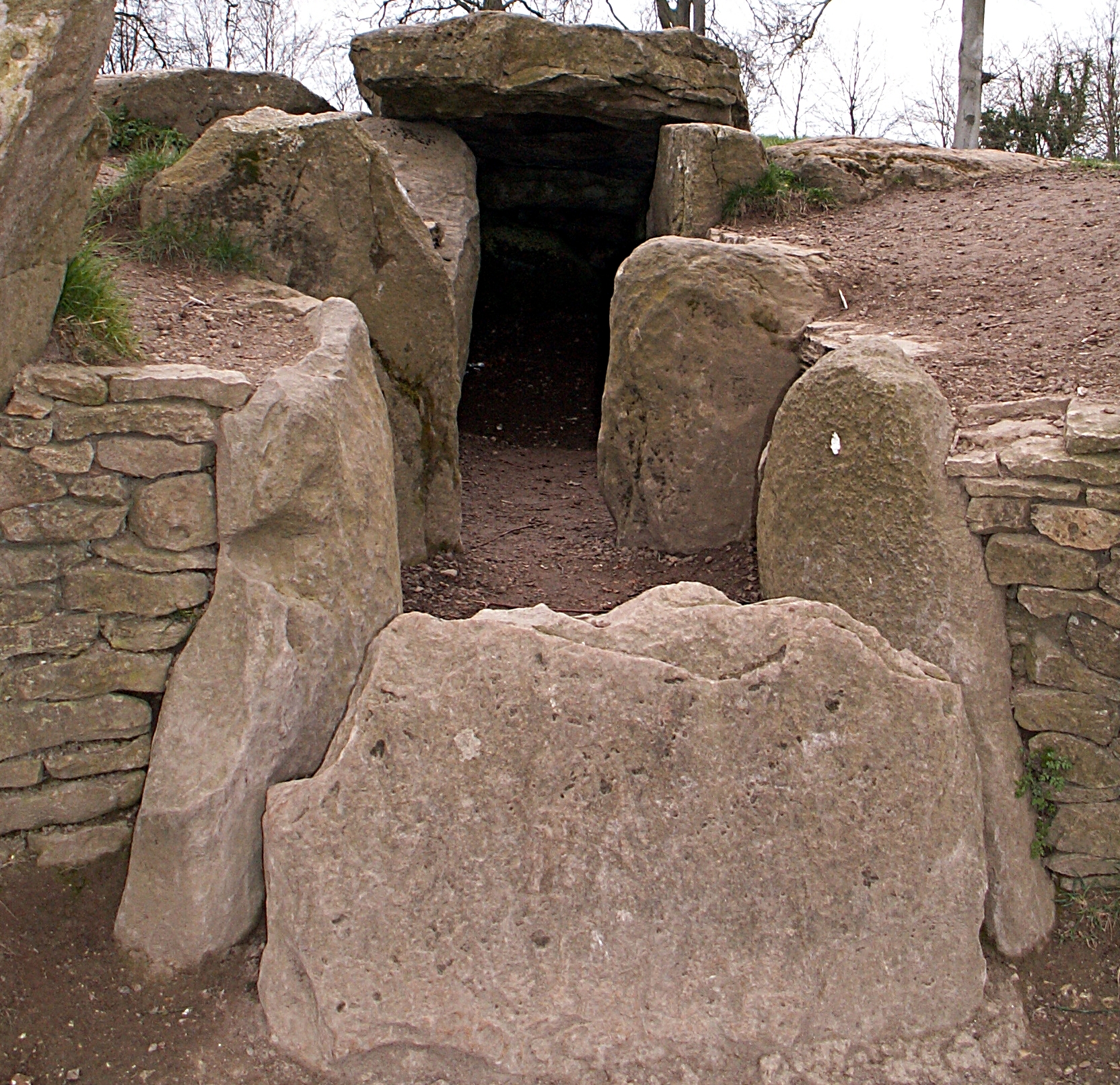
Вейлендз-Смайті: дворова гробниця з групи Северн-Котсволдських гробниць.
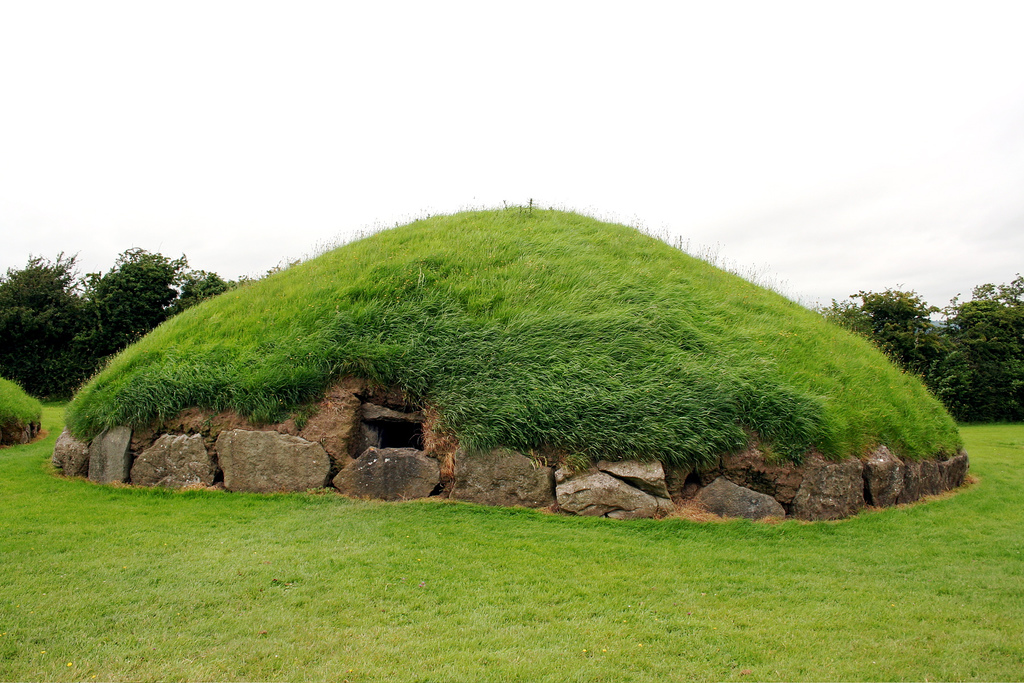
Наут, коридорна гробниця в Бру-на-Бойні.
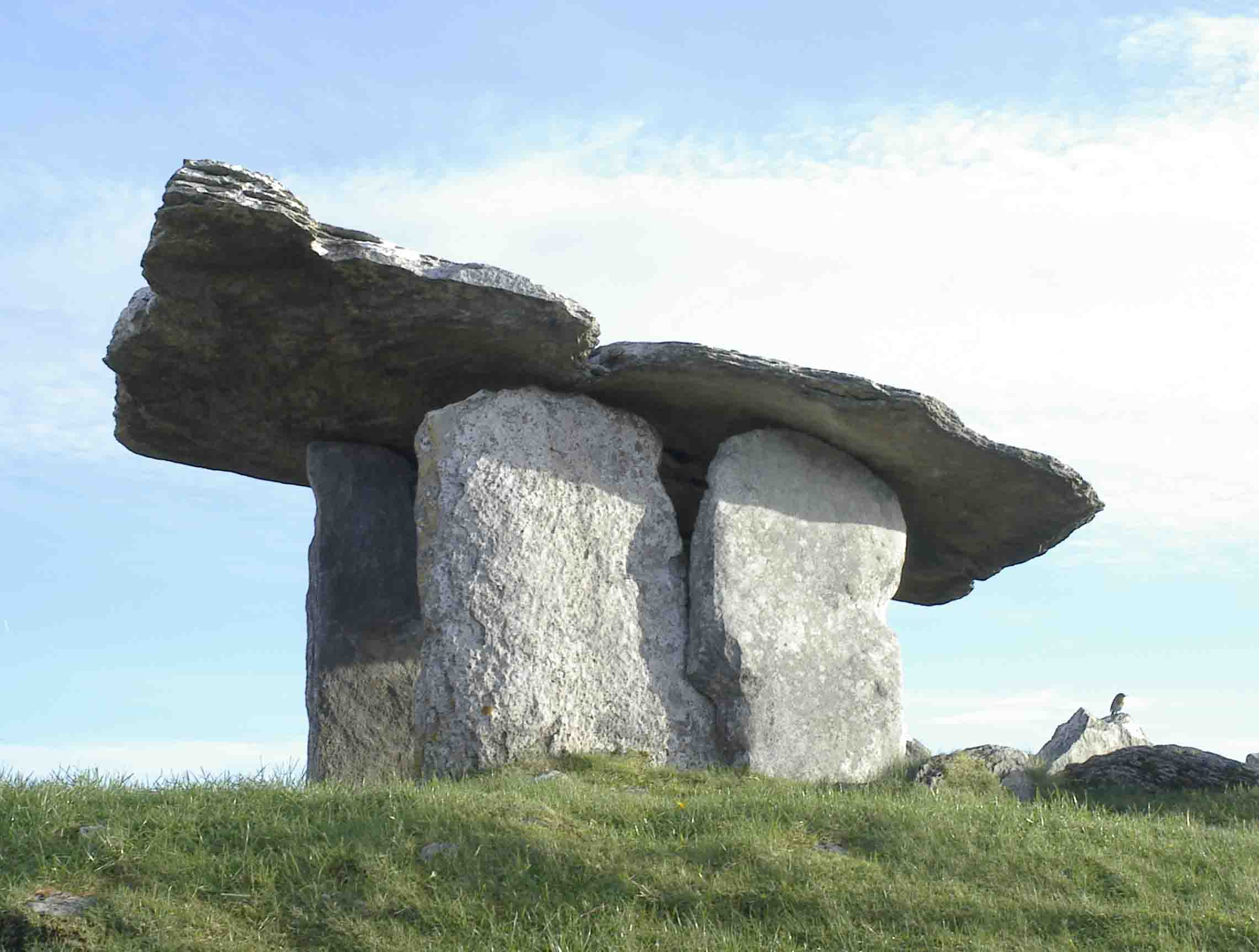
Дольмен Пол-на-мрон, портальна гробниця в Буррені.
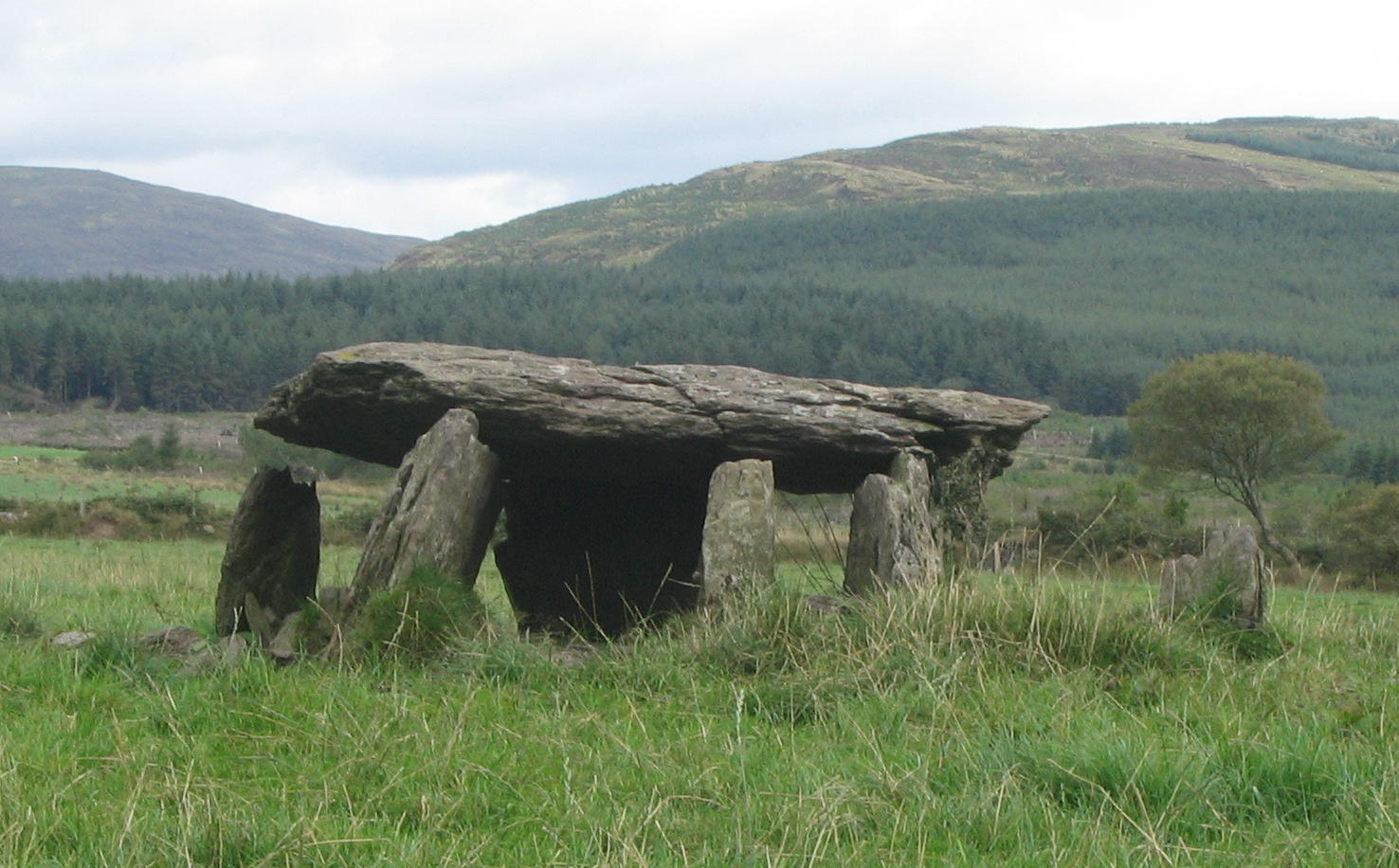
Клиноподібна гробниця Глантан-Іст.

- дворові гробниці[en] — для них характерна наявність двору перед входом. Розташовані майже суто на півночі Ірландії і включають найраніші зразки мегалітичних гробниць.
- коридорні гробниці — найменша за чисельністю група, проте найзначніша щодо виконання і розміру. Коридорні гробниці розташовані переважно на півночі і сході Ірландії. Найбільшими є мегалітичні некрополі в Бру-на-Бойні, Лох-Крю (обидва в графстві Міт), Карроукіл і Карроумор (обидва в графстві Слайго). Найвідомішим є Ньюгрейндж, пам'ятник Світової спадщини і один з найдавніших у світі археоастрономічних об'єктів — його споруджено близько 3200 року до н. е. Навіть у наші дні під час зимового сонцестояння перші промені сонця, що сходить просвічують через вікно над входом у гробницю і висвітлюють похоронну камеру в центрі гробниці. В іншому з мегалітів Бру-на-Бойна, Науті, знайдено найдавнішу в світі карту Місяця, вигравірувану на камені.
- портальні гробниці — до їх числа входять широко відомі «дольмени». Складаються з трьох або більше вертикально поставлених каменів, на які спирається широкий плоский горизонтальний камінь склепіння («стільниця»). Більшість портальних гробниць розташовані в одному з двох місць — на південному сході країни або на півночі. Найяскравішими прикладами є дольмени Нокін (Knockeen) і Голстаун (Gaulstown) у графстві Вотерфорд.
- клиноподібні гробниці — найбільша і найпоширеніша з чотирьох перелічених груп, особливо на заході і південному заході. Особливо багато клиноподібних гробниць знайдено в графстві Клер. Це найпізніший з 4 типів, що відноситься до кінця неоліту. Названо за клиноподібною формою похоронних камер.

Донині існують прихильники теорії, за якою ці чотири групи монументів пов'язані з чотирма різними хвилями напливу колоністів, проте зростання населення, яке уможливило спорудження таких масивних пам'ятників, зовсім не обов'язково було результатом колонізації: воно могло бути природним наслідком упровадження сільського господарства.

### Неолітична демографія
У ряді регіонів Ірландії існували пастуші громади, що говорить про те, що деякі неолітичні жителі Ірландії, як і в мезоліті, продовжували вести міграційний, а не осілий спосіб життя. Мабуть, була регіональна спеціалізація: в частині регіонів переважало осіле землеробство, в інших — скотарство.
На піку неоліту населення Ірландії могло становити від 100 до 200 тисяч осіб. Близько XXV століття до н. е. настає економічний колапс, і населення на деякий час зменшується.
До неоліту Ірландське море було величезним бар'єром для потоку генів. Прибулі до Ірландії іммігранти, принаймні, від 3800 р. до н. е., завезли на острів сільське господарство і були генетично пов'язані з неолітичним населенням у Британії, а їх корені лежать у континентальній Європі. Вони мали серйозний вплив на невелику та ізольовану місцеву мезолітичну популяцію, чия генетична лінія майже повністю зникла протягом наступних кількох поколінь. Переважання однієї Y-хромосомної гаплогрупи I2a2a1a1-M284 серед ірландського і британського неолітичного населення, як і подвійна поява рідкісної Y-хромосомної гаплогрупи H2a серед індивідуальних чоловічих поховань Лінкардстауна (Linkardstown) на південному сході Ірландії дає додаткові докази важливості патрилінійного походження в цих суспільствах. У одного неолітянина з Пол-на-мрону, який жив бл. 5500 років тому, виявлено синдром Дауна. Повногеномний аналіз ДНК зразка NG10 з Ньюгрейнджу показав, що темношкірий і кароокий чоловік з елітного поховання в коридорній гробниці віком 5000 років народився від кровозмішувального союзу першого порядку.

## Мідна і бронзова доба (2500—700рр. до н.е.)
Металургія прибуває до Ірландії разом з традицією дзвоноподібних келихів. Гончарні вироби, пов'язані з цією традицією, різко відрізнялися від витонченої неолітичної кераміки з заокругленим дном. Дзвоноподібні кубки виявлено, наприклад, у Росс-Айленді в національному парку Кілларні і асоціюються з видобутком міді в цих місцях. Мабуть, поява кубків пов'язана з прибуттям із Європи носіїв індоєвропейських мов, можливо, навіть однієї з гілок кельтських мов.
Мідна доба почалася близько 2500 року до н. е. — до цього часу відносять сокири з Лох-Рейвел (Lough Ravel) і більшу частину сокир з Баллібегана (Ballybeggan). Бронзова доба почалася, коли мідь почали сплавляти з оловом для виробництва бронзи і виробів з неї. Це сталося близько 2000 року до н. е. — до цього часу відносять плоскі сокири та інші металеві вироби, також знайдені в Баллібегані.
Бронзу використовували для виробництва як зброї, так і знарядь праці. В археологічних пам'ятках бронзової доби виявлено мечі, сокири, кинджали, тесаки, алебарди, шила, посуд для пиття, роги (музичні інструменти) і багато іншого. Ремісники Ірландії бронзової доби були особливо вправними у виготовленні музичних рогів за восковими моделями.
Мідь, використовувана для виробництва бронзи, видобували в Ірландії, переважно на південному заході, тоді як олово імпортували з Корнуолла. Найранніша відома мідна шахта в Ірландії містилась на острівці Россі посеред одного з озер Кілларні на території сучасного графства Керрі, де в період XXIV—XIX століть до н. е. видобували йі обробляли мідь. Ще одну добре збережену мідну шахту, що діяла протягом декількох століть у середині 2 тис. до н. е., виявлено в Маунт-Гейбріел у графстві Корк. Передбачається, що сукупний видобуток міді в шахтах Корку і Керрі в бронзову добу склав близько 370 тонн. Оскільки тільки 0,2 % цієї кількості припадає на знайдені під час розкопок бронзові артефакти, вважається, що Ірландія тоді була великим експортером міді.
Також в Ірландії часто зустрічається самородне золото. У бронзову добу ірландські доісторичні ювеліри починають масштабну обробку золота. В Ірландії виявлено більше золотих скарбів епохи бронзової доби, ніж будь-де в Європі. Ірландські золоті прикраси знайдені досить далеко від неї, аж до території Німеччини і Скандинавії. На ранніх етапах бронзової доби ці прикраси складалися з досить простих півмісяців і дисків з тонкого листового золота. Пізніше з'явилося знамените ірландське кручене намисто: воно являло собою нашийну прикрасу, що складається з металевого бруска або стрічки, закрученого відносно осі і потім зігнутого у вигляді замкнутої дуги. Також в Ірландії виготовляли золоті сережки, сонячні диски і лунули.
Клиноподібні гробниці невеликого розміру продовжували споруджувати і в бронзову добу, проте грандіозні коридорні гробниці неоліту покинуто назавжди. До кінця бронзової доби з'являються цисти для одиночних поховань: це були прямокутні кам'яні саркофаги, покриті кам'яною плитою і закопані неглибоко в землю. Також у цей час споруджуються численні кам'яні кола (кромлехи), переважно в Ольстері й Манстері.
За генетичними дослідженнями, ірландці є нащадками хліборобів із Середземномор'я, що знищили найдавніше населення Ірландії, а також скотарів з Причорномор'я. Причорноморські переселенці-індоєвропейці принесли свою мову і гени гемохроматозу, а також гени, що дозволяють засвоювати лактозу і пити молоко. Схожість геномів людей бронзової доби і сучасних ірландців, шотландців і валлійців свідчить про те, що вже до 2000 року до нашої ери склалися основні характеристики «острівного», відмінного від галльського, геному кельтів, нащадками яких можна вважати ірландський народ.
Протягом бронзової доби клімат в Ірландії гіршав, відбувалося масштабне знеліснення. Населення Ірландії наприкінці бронзової доби становило від 100 до 200 тис. осіб, тобто приблизно стільки ж, як у кінці неоліту.

## Залізна доба (700р. до н.е.— 400р. н.е.)
Ірландська залізна доба почалася близько VII століття до н. е. і тривала аж до християнізації Ірландії, разом з якою в країну прийшла писемність і, таким чином, закінчився доісторичний період. Тобо, ірландська залізна доба охоплює період, коли римляни керували сусіднім островом Британія. Інтерес римлян до сусідньої території призвів до появи найраніших письмових свідчень про Ірландію (Івернію). Назви місцевих племен зафіксував у II столітті географ Птолемей — це кельтські назви.
Кельтські мови Британії та Ірландії, попри низку спільних рис, що утворилися в рамках острівного кельтського мовного союзу, поділяються на дві групи: P-кельтські (бритські) і Q-кельтські мови (гойдельські). Коли в V ст. н. е. з'явилися перші письмові джерела власне в Ірландії, в ній були поширеними гойдельські мови, тоді як у Британії — бритські мови.
Раніше припускали, що носії кельтських мов вперше прийшли до Британії та Ірландії в залізну добу, принісши з собою характерні культури — гальштатську, а тоді латенську. Проте, археологічні артефакти, що вказують на зв'язок з цими культурами, мізерні і можуть скоріше свідчити або про імпорт, або про культурні зв'язки з континентальною Європою. Явні свідчення впливу латенської культури з'являються в Ірландії близько 300 року до н. е. у металевих виробах і деяких кам'яних скульптурах, переважно в північній частині Ірландії. Це також може говорити про те, що носії протогойдельської мови могли прибути до Ірландії істотно раніше від появи в ній латенських виробів, пов'язаних з міграцією носіїв іншої, бритської, гілки кельтських мов.
Поміж кельтських племен Ірландії були бриганти, які одночасно були найбільшим племенем Північної та Центральної Британії. Ще одним важливим племенем у II столітті н. е. були манапії — ймовірно, пов'язані походженням з менапіями, племенем на півночі Галії в складі белгів.
У кінці залізної доби відбуваються помітні зміни в способі життя. У I—II століттях н. е. відбувається різкий спад чисельності населення, що побічно підтверджується дослідженням зразків стародавнього пилку, а в III—IV століттях знову відбувається швидке її зростання. Причини як скорочення, так і зростання залишаються неясними, хоча припускають, що зростання населення могла викликати так звана «золота доба» Римської Британії у III—IV століттях н. е. Археологічні свідчення контактів з Римською Британією — або торгівлі, або набігів з її боку-найчастіше зустрічаються на півночі сучасної провінції Ленстер, з епіцентром на території графства Дублін, меншою мірою — на узбережжі графства Антрім, і в рідше — в На Роса на північному узбережжі графства Донегол і в околицях озера Карлінгфорд-Лох. Похоронний обряд у вигляді трупопокладення, можливо, також занесений з Римської Британії і поширився в Ірландії до IV—V століть.

## Перекази про доісторичну епоху
В Ірландії існували перекази про те, що Ірландію кілька разів до появи кельтів послідовно заселяли різні «племена». Вченим поки не вдалося археологічно атрибутувати ці «племена» — викладена в легендах послідовність подій не збігається зі встановленою сучасними археологічними даними. Сини Міля прибувають в Ірландію морем звідкись з Іспанії, і повністю завойовують її, але не існує жодних вказівок на спроби вторгнення палеоіспанських народів у бронзову або залізну добу. Племена богині Дану, яких ототожнюють із будівельниками коридорних гробниць, можливо, використовували свої мегаліти не тільки як поховання, але і як житла, і зникли одними з останніх, що також не стикується зі встановленими фактами.

### Археологія
- Arias, J. World. Prehistory 13 (1999):403-464.The Origins of the Neolithic Along the Atlantic Coast of Continental Europe: A Survey
- Bamforth and Woodman, Oxford J. of Arch. 23 (2004): 21-44. Tool hoards and Neolithic use of the landscape in north-eastern Ireland
- Clark (1970) Beaker Pottery of Great Britain and Ireland of the Gulbenkain Archaeological Series, Cambridge university Press.

### Генетика
- McEnvoy et al., Am. J. Hum. Genet. 75 (2004):693-704
- Finch et al., Exp. Clin. Immunogenet. 14 (1997):250-263
- Williams et al., Hum. Immunology. 65 (2004):66-77